# Sauce Caruso
Pour les articles homonymes, voir Caruso (homonymie).
 (novembre 2019).

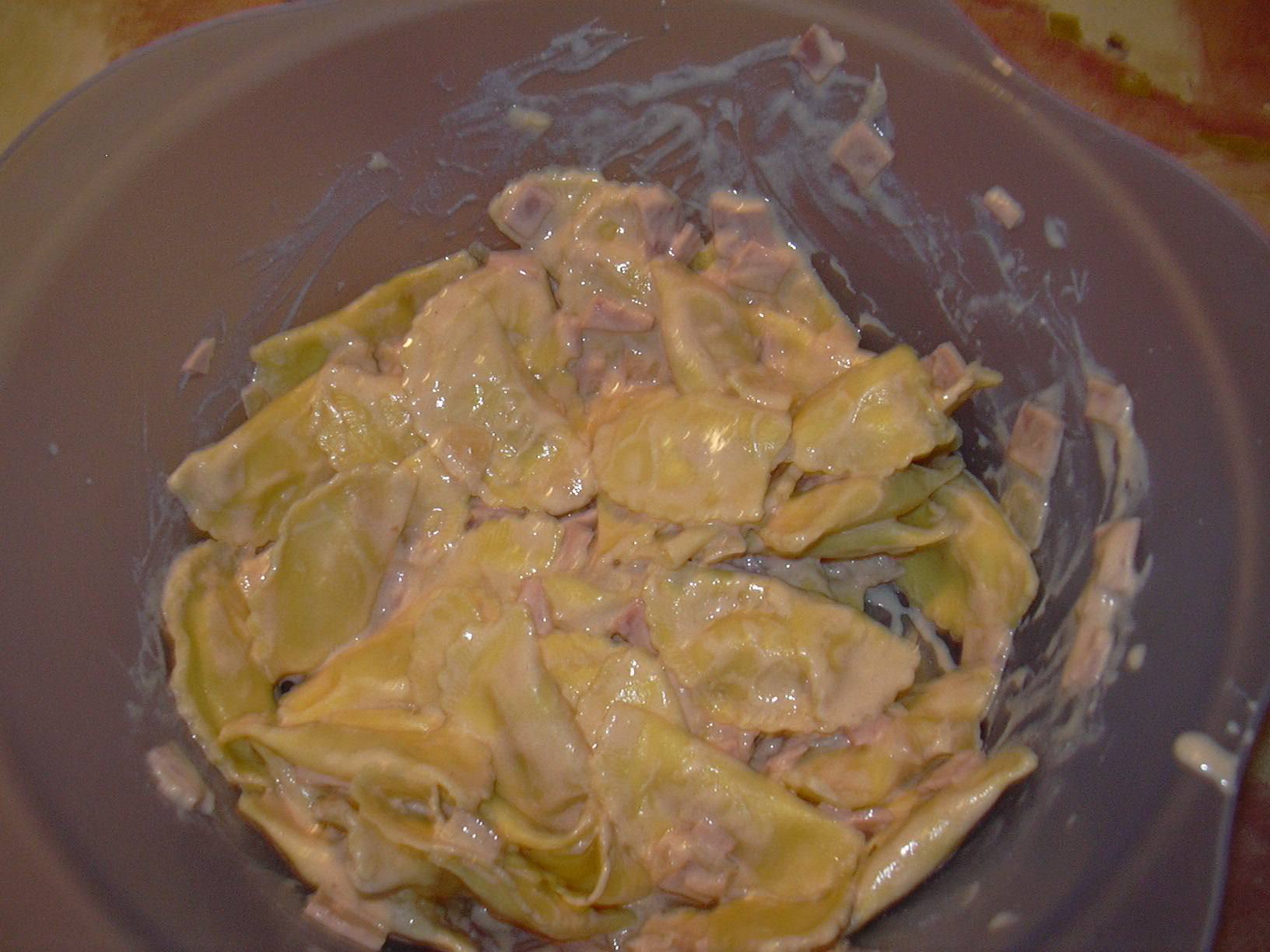
Tortellini à la sauce Caruso.

La sauce Caruso est une sauce chaude originaire d'Uruguay.
Elle a été nommée ainsi en hommage au ténor Enrico Caruso, très populaire en Amérique du Sud dans les années 1910,.
Elle se compose de crème, jambon, fromage, noix et champignons.